# Flugsicherheit
Die Verkehrssicherheit in der Luft, auch Flugsicherheit, umfasst die Theorie, Untersuchung und Einordnung von Flugunfällen sowie deren Vermeidung durch Sicherheitsvorschriften, Kontrollen, Ausbildung des Personals (Piloten, Fluglotsen, Flugzeugmechanikern usw.) und dessen Training.
Ein Aspekt der Flugsicherheit ist die Luftsicherheit; sie befasst sich mit der Abwehr äußerer Gefahren im Luftverkehr. Als äußere Gefahren gelten z. B. Flugzeugentführungen, Sabotageakte und andere Angriffe oder Eingriffe.
Flugsicherheit ist nicht mit Flugsicherung zu verwechseln. Diese dient der sicheren Verkehrslenkung im Luftraum (Sonderpolizeifunktion).

## Maßnahmen zur Erhöhung der Flugsicherheit
Durch folgende Aktivitäten werden Unfallgefahren erkannt, nach Möglichkeit beseitigt oder zumindest vermindert:
- vorbeugende Maßnahmen zur Unfallverhütung, z. B. Vogelschlagverhütung und Flächenenteisung
- Maßnahmen zur Verminderung von Folgeschäden bei Notfällen mit Luftfahrzeugen
- Untersuchung und Auswertung von Zwischenfällen und Unfällen mit Luftfahrzeugen
- Flugsicherheitsseminare für Piloten
- technische und bauliche Änderungen an Luftfahrzeugen (sogenannte Lufttüchtigkeitsanweisungen)
- Einführung eines Safety Management Systems

Eine Maßnahme, die Sicherheit des Flugraums zu erhöhen, ist es, den Einflug von als unsicher eingestuften Fluggesellschaften zu unterbinden. Dazu werden in der EU schwarze Listen geführt, die gebündelt und konsolidiert als Schwarze Liste der EU-Kommission für Luftfahrtunternehmen, gegen die in der EU eine Betriebsuntersagung ergangen ist veröffentlicht werden.
Die Zugangsbeschränkungen und Sicherheitskontrollen am Flughafen gehören zu den Maßnahmen der Flughafensicherheit, die sich indirekt auch auf die Flugsicherheit auswirken.

## Zuständigkeiten
Für die Flugsicherheit der zivilen Luftfahrt in der EU ist die 2003 gegründete Europäische Agentur für Flugsicherheit (European Aviation Safety Agency, EASA) in Köln (nach Brüssel hier seit 2004) zuständig.
In Deutschland sind für die Flugsicherheit das Luftfahrt-Bundesamt (LBA) und die Bundesstelle für Flugunfalluntersuchung (BFU) in Braunschweig zuständig.
Für Flugsicherheit im militärischen Flugbetrieb der Bundeswehr ist das Luftfahrtamt der Bundeswehr zuständig.
In Österreich ist die Oberste Zivilluftfahrtbehörde im Bundesministerium für Klimaschutz, Umwelt, Energie, Mobilität, Innovation und Technologie (BMK) angesiedelt.
Die autonome Sicherheitsuntersuchungsstelle des Bundes - Bereich Zivilluftfahrt untersteht dem BMVIT.
Weiters wirken Austro Control GmbH, der Österreichische Aero-Club (ÖAeC) und Behörden der Landesregierungen mit.
In der Schweiz wirken (unter anderem?) das Bundesamt für Zivilluftfahrt (BAZL), das zum Eidgenössischen Departement für Umwelt, Verkehr, Energie und Kommunikation (UVEK) gehört, und die Sparte Flugsicherheit (FSH) der Schweizer Luftwaffe.